# España en los Juegos Paralímpicos de Innsbruck 1988
España estuvo representada en los Juegos Paralímpicos de Innsbruck 1988 por siete deportistas, seis hombres y una mujer.

## Medallistas
El equipo paralímpico español obtuvo las siguientes medallas:
| Nombre             | Deporte        | Evento                                |
| ------------------ | -------------- | ------------------------------------- |
| Oro                |                |                                       |
| Susana Herrera     | Esquí alpino   | Descenso B1 femenino                  |
| Plata              |                |                                       |
| Miguel Ángel Pérez | Esquí de fondo | 5 km distancia corta LW3/9 masculino  |
| Miguel Ángel Pérez | Esquí de fondo | 10 km distancia larga LW3/9 masculino |
| Bronce             |                |                                       |
| Susana Herrera     | Esquí alpino   | Eslalon gigante B1 femenino           |